# Antoine Dodé
 (novembre 2011).
Si vous disposez d'ouvrages ou d'articles de référence ou si vous connaissez des sites web de qualité traitant du thème abordé ici, merci de compléter l'article en donnant les références utiles à sa vérifiabilité et en les liant à la section « Notes et références ».
Pour les articles homonymes, voir Dodé.
Antoine Dodé est un dessinateur et scénariste de bande dessinée né à Amiens le 19 juin 1978.

## Biographie
Originaire d'Amiens, il part étudier l’illustration à l'Institut St Luc de Bruxelles en 1997. Il y réside huit ans, avant de retrouver sa ville natale.

### Bandes dessinées (albums)
- 2004 : Armelle - t. 1 : Armelle & l'oiseau, Antoine Dodé (scénario et dessin), Carabas, 94 p.  (ISBN 2-914203-48-9)
- 2007 : Armelle - t. 2 : Armelle & mon oncle, Antoine Dodé (scénario et dessin), Carabas, 184 p.  (ISBN 978-2-351-00209-4)
- 2007 : Avril - t. 1 : Football, sortilèges et puberté, Antoine Dodé (scénario), Abdel Bouzbiba (dessin), Drac (couleur), Carabas, 48 p.  (ISBN 9782351002865)
- 2011 : Pierrot Lunaire - t. 1, Antoine Dodé (scénario et dessin), Ankama, 240 p.  (ISBN 978-2-359-10128-7)
- 2011 : Magic kino t. 1, Abdel Bouzbiba (scénario), Antoine Dodé (dessin), Vide Cocagne, 32 p.  (ISBN 978-2-9537105-4-0)
- 2011 : Magic kino t. 2, Abdel Bouzbiba (scénario), Antoine Dodé (dessin), Vide Cocagne, 32 p.  (ISBN 979-1-09-042503-3)
- 2012 : Magic kino t. 3, Abdel Bouzbiba (scénario), Antoine Dodé (dessin), Vide Cocagne, 32 p.  (ISBN 979-1-09-042511-8)
- 2013 : The Crow: Curare t. 1, James O'Barr (scénario), Antoine Dodé (dessin, couleurs), IDW Publishing, 26 p.
- 2013 : The Crow: Curare t. 2, James O'Barr (scénario), Antoine Dodé (dessin, couleurs), IDW Publishing, 29 p.
- 2013 : The Crow: Curare t. 3, James O'Barr (scénario), Antoine Dodé (dessin, couleurs), IDW Publishing, 29 p.